# Euwinthemia kreibohmi
Euwinthemia kreibohmi är en tvåvingeart som först beskrevs av Blanchard 1942.  Euwinthemia kreibohmi ingår i släktet Euwinthemia och familjen parasitflugor. Inga underarter finns listade i Catalogue of Life.